# Elektromos rovarcsapda

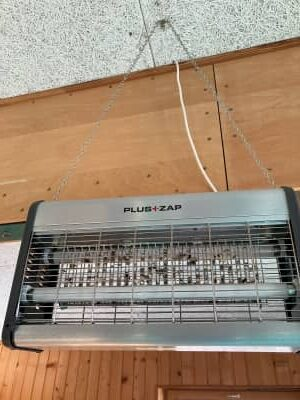
Elektromos rovarcsapda függesztve

Az elektromos rovarcsapda vagy bogárlámpa, formálisabb nevén elektromos feszültséggel működő rovarcsapda egy olyan elektromos kártevőirtó eszköz, amely vonzza és elpusztítja a fényre vonzódó repülő rovarokat. A készülék UV-fényforrása egy elektromos rácshoz vonzza a rovarokat, ahol azok áramütést kapnak azáltal, hogy a magasfeszültségű rács valamely két pontjával érintkeznek. Az angol elnevezés (zapper) a rovarokat ért áramütésénél keletkező jellegzetes, hangutánzó hangból származik.

## Történet
A Popular Mechanics magazin 1911. októberi számában egy olyan „légycsapda” modellt mutatott be, amely a modern elektromos rovarcsapdák minden elemét használta, beleértve az elektromos fényt és a magasfeszültségű rácsot. A tervet két meg nem nevezett denveri férfi valósította meg, és azt állították, hogy túl drága ahhoz, hogy gyakorlati haszna legyen. A készülék 250 x 380 mm méretű volt, öt izzót tartalmazott, a rács pedig 1,59 mm méretű, egymástól 3,17 mm távolságra lévő, 450 voltos feszültségű drótokból állt. A felhasználóknak a belső teret hússal kellett csalizniuk.
Az Amerikai Szabadalmi és Védjegy Hivatal szerint az első elektromos rovarcsapdát 1932-ben William M. Frost szabadalmaztatta.
William Brodbeck Herms (1876–1949), a Kaliforniai Egyetem parazitológiaprofesszora több mint 20 éven át dolgozott nagyméretű kereskedelmi rovarcsapdákon Kalifornia fontos gyümölcsiparának védelme érdekében. 1934-ben mutatta be azt az elektromos rovarcsapdát, amely minden későbbi elektromos rovarcsapda modelljévé vált.

## Működés
Bizonyos repülő rovarokra jellemző, hogy az UV- (ultraibolya) fény vonzza. A repülő rovaroknak ezt a tulajdonságát kihasználva a készülék UV-fénnyel csalogatja magához a nemkívánatos repülő rovart (például légy, szúnyog). Közvetlenül az UV-fényforrás mellett egy magasfeszültségű rács van. A rovar a rácshoz érve zárja az áramkört, áramütés éri és ennek következtében elpusztul. Gyakorlatilag ez az elv lefedi az összes elektromos rovarcsapda működési sémáját.

### Szerkezeti felépítés

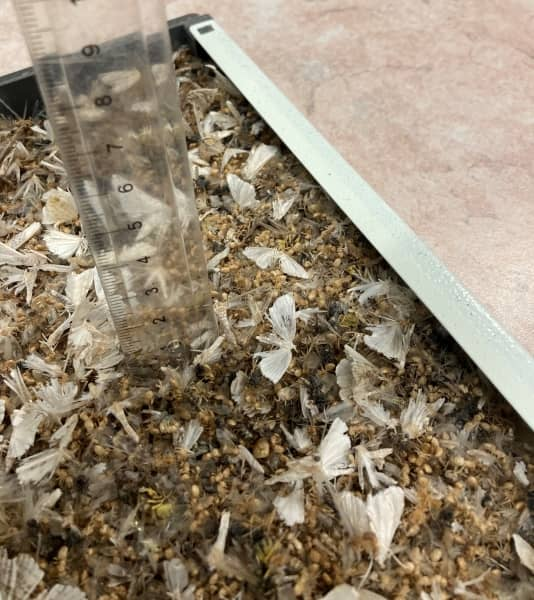
Rovargyűjtő tálca molylepke- és szárnyas hangya-, légytetemekkel telítve

Az elektromos rovarcsapdák általában műanyagból vagy földelt fémrudakból készült védőráccsal vannak ellátva, hogy az emberek vagy nagyobb állatok ne érjenek a belső nagyfeszültségű rácshoz. A készüléken belül egy fényforrás van elhelyezve, ami gyakran egy fénycső, amelyet úgy terveztek, hogy látható és ultraibolya fényt is képes legyen kibocsátani. A fényforrást egy pár egymásba illesztett fém huzal (nagyfeszültségű rács) vagy spirál veszi körül. A szomszédos huzalok közötti távolság általában körülbelül 2 mm, de ez nagymértékben függ a készülék rácsfeszültség nagyságától. A fali hálózati áramról táplált nagyfeszültségű tápegységet használnak, amely akár lehet egy egyszerű, diódákkal és kondenzátorokkal készített transzformátor nélküli feszültségszaporító áramkör, amely 2 kilovolt vagy annál nagyobb feszültséget képes előállítani. Ez a feszültség elég ahhoz, hogy a két rácsot áthidaló rovar testén keresztül rövidre zárjon, de nem annyira magas, hogy a légrésen keresztül szikrát húzzon. A tápegység impedanciája és a rács elrendezése olyan, hogy nem tud veszélyes áramot vezetni egy ember testén keresztül.
Sok elektromos rovarcsapdát tálcával szerelnek fel, amely összegyűjti az áramütés által elpusztított rovarokat. Más modelleket úgy terveztek meg, hogy a rovartetemek az alatta lévő talajra hulljanak. Egyesek ventilátorral segítik a rovarok csapdába ejtését.

### Alkalmazás
A készülékek egyaránt alkalmasok háztartási és ipari, továbbá kültéri és beltéri használatra. Többek között a légy, azon belül az ember környezetében nem kívánatos házilégy, valamint szúnyog elleni védekezésre alkalmazzák. Megemlítendő, hogy sem a házilégy, sem a szúnyog elsősorban nem az UV-fényhez vonzódik.
A légy számos kórokozó terjesztésért felelős és nemkívánatos betegségek forrása lehet. A házilégy tápláléka elsősorban rothadó hús, gyümölcs és állati ürülék. Táplálkozási szokásából adódóan állattartói környezetben vagy élelmiszer ipari feldolgozása vagy elfogyasztása területén, tehát gyakorlatilag mindenhol, ahol az ember jelen van, ott eltérő mértékben, de a házilégy is megjelenik. Aktív repülő életmódot folytat, a táplálék szerzésben nem válogat: rászáll rothadó húsra és a friss élelmiszerre is. A házilégy éjszakai sötétben nem repül, azonban ha homályban vagy sötétben észleli a rovarcsapda fényét, akkor a fényforrás irányába repül. Ez kifejezetten érvényesül zárt térben történő elektromos rovarcsapda alkalmazása esetében.

### Tűz- és robbanásveszély, egyéb korlátok
Amikor a rovarok a feszültséggel telített belső rácshoz érnek, elektromos kisülés keletkezhet, ezért a feszültséggel működő elektromos rovarcsapdák tűz- és robbanásveszélyes környezetekben nem használhatók. Ezeken a helyszíneken ragadólapos, ill. biztonsági rovarcsapdákat lehet alkalmazni. Az elektromos rovarcsapda használata istállókban és takarmánytárolókban nem javasolt, mivel a takarmány gyúlékony anyag.
Ha víz éri az elektromos rovarcsapdát, akkor fokozottan nagy az áramütés balesetveszély vagy esetleg a tűzveszély. A készüléket csak abban az esetben szabad kültérre elhelyezni, ha biztosítható a fedett esőmentes terület.

## Hatékonyság
Az elektromos rovarcsapda bizonyos kereteken belül, mint például belső terekben, hatékony kártevőirtó eszközöknek mondható. Ahhoz, hogy a hatékonyság maximális legyen, a készülék 24 órás folyamatos üzemeltetése szükséges. A rovarcsapda rovarölő teljesítménye az éjszakai időszakban a legnagyobb, mert ekkor nincs napfény vagy más konkurens fényforrás.

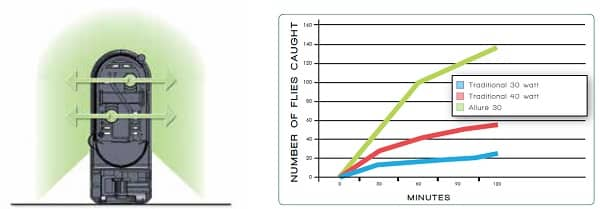
Elektromos rovarcsapda nyitott szerkezeti kialakítása nagy fényáteresztő képességgel

Általánosságban elmondható, hogy az elektromos rovarcsapda két fő paraméterének optimális növelésével érhető el a hatékonyság növelése:
- rovarvonzó képesség: az UV-fénykibocsátás növeléssel a hatékonyság is növelhető. A megfelelően nyitott szerkezeti kialakítású készülékház megnöveli a készülék fényáteresztő képességét és így a rovart készülékbe bevonzó képességét is. A kettős frekvenciájú "zöld" fénycsövek szélesebb rovarvonzó UV-fénytartományt hoznak létre.
- rovarölő rácsfeszültség: alacsony rácsfeszültség esetében a nagyobb testű rovarok megsemmisítése bizonytalan. Minimum 2000 V rácsfeszültség javasolt, hogy a szúnyognál nagyobb testű rovarokat megsemmisítse.